# Contradicción performativa
Una contradicción performativa (en alemán: performativer Widerspruch) surge cuando el contenido proposicional de una declaración contradice los presupuestos de afirmarla. Un ejemplo de contradicción performativa es la declaración "estoy muerto", porque el mismo acto de proponer presupone que el actor está vivo.

## Uso en filosofía
A menudo se argumenta que el solipsismo constituye una contradicción performativa al ser declarado. Si no se declara, se considera habitualmente como un ejemplo de la aplicación normativa del qui tacet consentire videtur (el que calla consiente).
Jürgen Habermas y filósofos afines señalan que las afirmaciones dichas durante las argumentaciones justificativas traen presuposiciones adicionales y, por tanto, que algunas son contradicciones performativas en este contexto. Habermas sostiene que el relativismo epistemológico posmoderno adolece una contradicción performativa. 
Jaakko Hintikka desarrolló más rigurosamente la noción de contradicción performativa al analizar el famoso argumento del cogito ergo sum de Descartes, concluyendo que el cogito ergo sum se basa en la actuación más que en la inferencia lógica.